# Rudy Boesch
Rudy Boesch, ameriški podčastnik, operativec, TV igralec in pisatelj, * 20. januar 1928, Rochester, New York, ZDA, † Virginia Beach, Virginija, ZDA.

## Vojaška kariera
Aprila 1945 se je pridružil Vojni mornarici ZDA in se takoj prostovoljno javil za »tajno in nevarno službo« z Amfibicijski izvidniki in Raiders, dvema visokozaupnima pomorskima specialnema enotama. Šest let pozneje, 1951, je končal UDT urjenje v Little Creeku (Virginija) in bil dodeljen UDT-2 (1953 je bila preimenovana v UDT-21). V tej enoti je služil nadaljnjih 11 let in v tem času je končal številna specialistična urjenja in sodeloval v operacijah v Sredozemlju in na Karibih. Postal je izurjen bojni plavalec in strokovnjak za operacije majhnih čolnov. 
1962 je postal eden od 50 posebnih izbranih pripadnikov, iz katerih so ustanovili izvirno SEAL Team Two. 
Od 1962 do 1968 je opravljal tudi dolžnost višjega svetovalca za nečastnike pri Command Master Chiefu. 
V času vietnamske vojne je opravil dve turi dožnosti; takrat je sodeloval v več kot 45 bojnih operacijah.
Med vojno so ga postavili za Chief SEAL; postavil je fizične in operacijske standarde za SEAL Team TWO.
V poznih 80. letih 20. stoletja je postal Bull Frog pomorske družbe nekonvencionalnega bojevanja, odlikovanje, ki se podeli SEAL operativcem z najdaljšim stažem. 
Nato je bil izbran za Višjega svetovalca za nečastnike pri USSOCOMu, kjer je pričel delovati avgusta 1988 (Tampa, Florida).
1. avgusta 1990 je bil častno upokojen po več kot 45 letih vojaške službe.

## Civilno življenje
Po upokojitvi sta on in njegova žena Marge sodelovala v različnih prostovoljskih projektih, predvsem pri Rdečem križu in pomoči pri naravnih nesrečah.
1992 je bil kapitan ladje, ki je sodelovala v Americas Cup 1992.
1996 je bil kapitan podpornega plovila med olimpijskimi igrami. 
Leta 2000 je sodeloval pri resničnostni oddaji Survivor: Pulau Tiga, kjer je kljub svojim 75 letom končal tretji. Med vsemi 16 tekmovalci je bil edini, ki se ni prijavil za oddajo, ampak je prejel povabilo.
Kmalu po zaključku predvajanja oddaje je izdal knjigo The Book of Rudy, ki je pregled in pojasnilo njegovih življenjskih nazorov.
2002 je bil voditelj druge resničnostne oddaje Combat Missions. Naslednje leto je bil povabljen v novo sezono Survivorja - Survivor: All Stars, kjer pa je bil drugi, ki je zapustil tekmovanje.
Bil je med ustanovnimi člani Zveza UDT-SEAL in Odbora direktorjev pri Zvezi; en mandat je bil tudi predsednik Zveze. Prav tako je bil v Odboru direktorjev pri Skladu specialnih operacij.
Ima tri otroke in eno vnukinjo. 

## Napredovanja
- 1967 - praporščak

## Odlikovanja
- bronasta zvezda
- Defense Superior Service Medal